# Bruno Skrehunetz
Bruno Kornel Skrehunetz, auch Skrehunetz-Hillebrand (* 21. August 1898 in Czernowitz; † 6. Juni 1978 in Salzburg) war ein österreichischer Journalist.

## Leben
Als Sohn eines Pflanzenkonservators am Botanischen Garten der Universität Czernowitz geboren, studierte Skrehunetz nach dem Besuch des Czernowitzer Gymnasiums Germanistik, Geschichte und Philosophie an der Universität Czernowitz. Während seines Studiums wurde er 1919 Mitglied der Burschenschaft Arminia Czernowitz, später 1950 auch Mitglied der Burschenschaft Arminia München. Während seines Studiums war er als Korrespondent beim Czernowitzer Morgenblatt und bei der Czernowitzer Allgemeinen Zeitung tätig. 1918 wurde er Redakteur beim Czernowitzer Morgenblatt. Der Deutsche Volksrat in der Bukowina berief Skrehunetz 1924 zum Chefredakteur der Czernowitzer Deutschen Tagespost.
1940 musste er die Bukowina verlassen und wurde nach Stationen in Ostdeutschland und als Korrespondent und außenpolitischer Ressortleiter der Essener Nationalzeitung Chefredakteur der Zeitung Der Südostdeutsche. Nach 1945 war er bei den Salzburger Nachrichten Ressortleiter (außenpolitische Redaktion) und später deren Chefredakteur. Die Rubrik Heimatvertriebene und Flüchtlinge betreute er von 1945 bis 1969. Er war Gründer der deutschen Zeitungsgenossenschaft Czernowitz, verfasste politische Broschüren und engagierte sich in deutschnationalen Schutzverbänden und Parteien. Die Sowjetunion verhängte ein Einreiseverbot gegen ihn.
Skrehunetz wurde in Salzburg in Anwesenheit einer großen Trauergemeinde aus Burschenschaftern und Vertretern der Vertriebenenverbände beigesetzt.

## Ehrungen
- Orden (Rumänien): Für Verdienste um Handel und Industrie, 1. Klasse
- Silbernes Ehrenzeichen für Verdienste um die Republik Österreich

## Veröffentlichungen (Auswahl)
- Illustrierter Führer durch die Bukowina und Czernowitz. Czernowitz 1929.
- Führer durch die deutschen Bäder- und Sommerfrischeunternehmen sowie Heilanstalten in Rumänien. Czernowitz 1937.
- So sah ich Grossdeutschland: ein volksdeutsche Schriftleiter erlebt das neue Deutschland. Czernowitz 1939.